# Lungarno delle Grazie
Il lungarno delle Grazie è quel tratto della sponda nord dei lungarni fiorentini che va dalla Biblioteca Nazionale Centrale di Firenze (piazza dei Cavalleggeri, presso il canto dei Tardiboni) al ponte alle Grazie, da cui prende il nome, angolo via de' Benci e il lungarno Diaz. Lungo il tracciato si innesta la volta dei Tintori. 

## Storia
La denominazione è legata alla vicina presenza dell'oratorio di Santa Maria delle Grazie, oggi sul lungarno del generale Armando Diaz ma già posto su una delle pigne dell'omonimo ponte (a conservare un'immagine miracolosa della Madonna), e distrutto nel 1876 per allargare la carreggiata e farvi passare la linea tranviaria.

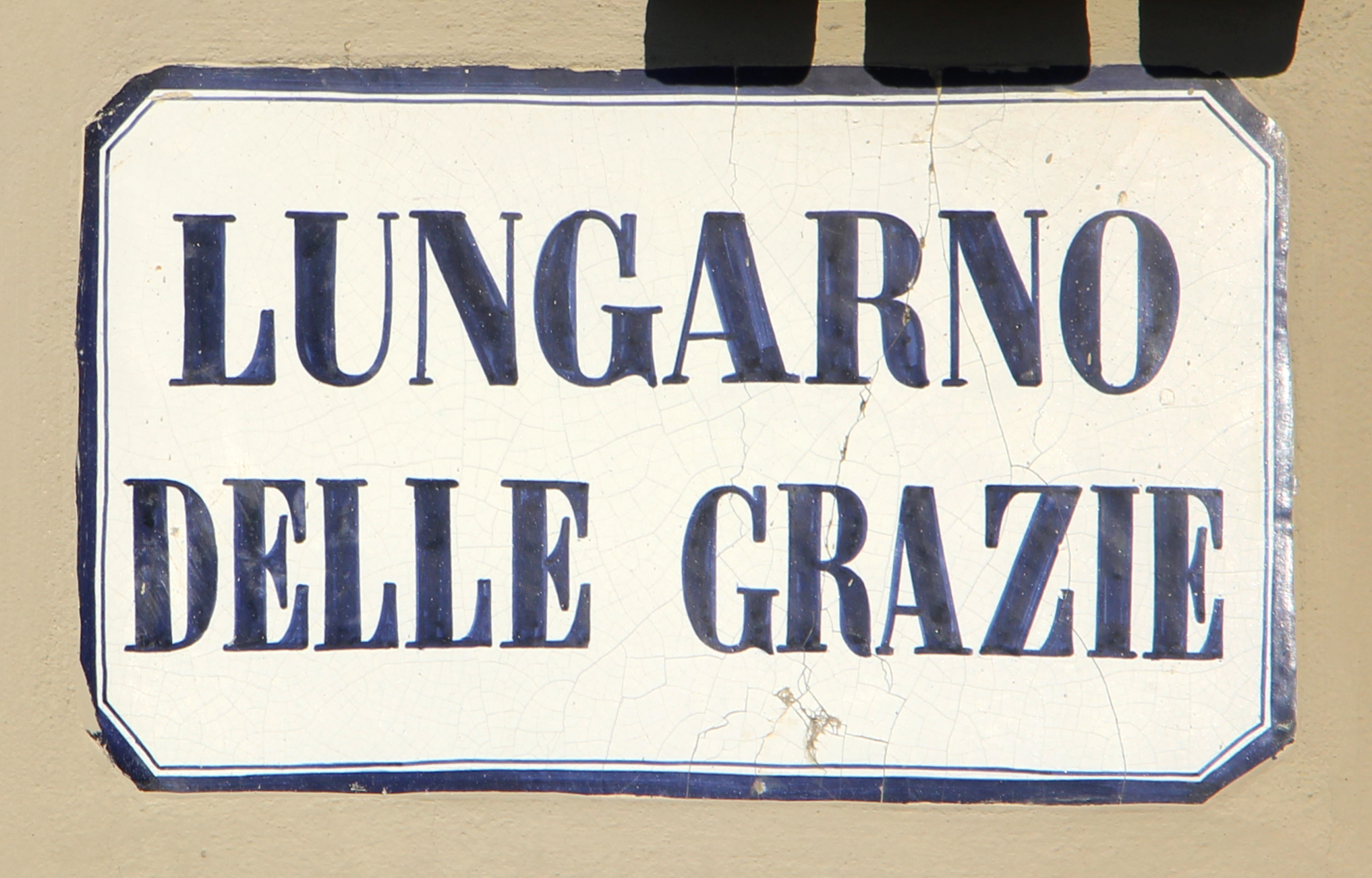
Lapide col nome della strada

La definizione del tracciato del lungarno è d'altra parte strettamente legata proprio alla realizzazione di questo ponte (già detto a Rubaconte e oggi alle Grazie), costruito nel 1236 per consentire il collegamento tra questa zona e piazza de' Mozzi che ugualmente aveva conosciuto in questo stesso periodo un notevole sviluppo. In particolare si sa come, a seguito della realizzazione dell'ultima cerchia di mura che andava a includere questa zona (1282-1333), la repubblica fiorentina decidesse di tracciare a monte del ponte un lungarno ampio dieci braccia, in modo da costituire un'arteria preferenziale verso le installazioni industriali mosse dalla forza idraulica (mulini e gualchiere) che si trovavano tra Santa Croce e San Salvi, oltre che per limitare grazie ai muraglioni di sostegno i danni che il fiume produceva nella zona. Ancora nella pianta di Firenze delineata da Ferdinando Ruggieri nel 1731 si vede come questo lungarno seguisse il fiume fino all'altezza della piazza dei Cavalleggieri, per poi piegare verso l'interno e proseguire in direzione dell'ultima cinta muraria utilizzando il tracciato dell'attuale via Tripoli.
Nonostante questa antica storia gli edifici in fregio alla strada furono per lo più riconfigurati e ammodernati in occasione dell'apertura del successivo tratto detto della Zecca Vecchia, per cui anche questo lungarno ha carattere ottocentesco.

## Descrizione
La strada si sviluppa parallela al lato nord del corso dell'Arno collegando piazza dei Cavalleggeri con il ponte alle Grazie e via de' Benci.
Il tracciato è oltremodo segnato dal passaggio veicolare, rappresentando una delle arterie di scorrimento che delimitano la zona a traffico limitato, con direzione dal ponte alle Grazie verso il ponte di San Niccolò.

### Edifici
| Immagine | N°    | Nome                      | Descrizione |
| -------- | ----- | ------------------------- | --- |
|          | s.n.  | Palazzo Guasconi          | Il palazzo (che Emilio Bacciotti dice fondato su una casa di proprietà dell'umanista Cristoforo Landino) è a lungo appartenuto alla famiglia Guasconi, nota per le innumerevoli cariche pubbliche rivestite nel governo della città. Nel suo momento di massima espansione guardava in direzione dell'attuale piazza dei Cavalleggeri con un ulteriore volume segnato da una loggia, distrutta nel 1909 per far spazio alle sistemazioni dell'area legate all'erezione della Biblioteca Nazionale |
|          | 2     | Palazzo Jennings Riccioli | Si tratta della seconda facciata del palazzo di corso dei Tintori 7, in questo caso aperta allo spazio e alla luce del lungarno, ridisegnata nei termini attuali nella seconda metà dell'Ottocento. Sul portone è uno scudo con l'arme dei Guasconi e a lato una targa in pietra ricorda come qui sia stato, fino a tempi recenti, l'hotel Jennins Riccioli. Agli inizi del Novecento, negli stessi ambienti, era la pensione Simi, dove alloggiò Edward Morgan Forster: su questi interni il grande scrittore inglese modellò quella "pensione Bertolini" che fa da scenario a buona parte del suo romanzo Camera con vista (A Room with a View). Negli anni quaranta del Novecento vi soggiornò a lungo lo scrittore Tommaso Landolfi. |
|          | 4r-6r | Palazzina Brogi           | Si tratta di una elegante palazzina ottocentesca, realizzata su progetto dell'architetto Luigi Fusi nel 1890 circa su commissione del fotografo Giacomo Brogi che qui ebbe i propri studi, caratterizzata da finestroni grandi e contigui, in ragione delle necessità di illuminazione dell'atelier. |
|          | 12    | Palazzo Bombicci Pontelli | È questo l'affaccio sul lungarno del palazzo Bombicci Pontelli in corso dei Tintori 19-21. Su uno degli edifici delle rimesse che delimitano il piccolo giardino ricorre nuovamente l'arme della famiglia. Il campanello sul lungarno reca ancora la scritta "Scuderia Conte Bombicci Pontelli". |
|          | 22    | Palazzo Bargagli          | Il palazzo, che presenta una facciata anche su corso dei Tintori 6, mostra sul lato del lungarno un fronte che si sviluppa per quattro piani su sei assi, caratterizzato da un elevato e inusitato numero di finestre e balconi, evidentemente per sfruttare al meglio la posizione aperta al fiume e alla luce. Gli interni si presentano ricchi di stucchi databili ai primi del Novecento. Occupato a lungo da uffici comunali, ospita attualmente, tra l'altro, la redazione fiorentina del "Corriere della Sera". |
|          | 24    | Casa di Niccolò Tommaseo  | L'edificio è ricordato dalla letteratura per essere stato per quattordici anni la residenza del linguista, scrittore e patriota Niccolò Tommaseo che qui morì nel maggio del 1874, come indica la lapide posta dal Municipio di Firenze sulla facciata. Sulla casa, che reca lo stemma dell'Arte della Lana, è, d'angolo con la volta dei Tintori, un elegante tabernacolo settecentesco, danneggiato dall'esplosione delle mine destinate a distruggere l'antico ponte alla Grazie. |
|          | 28    | Palazzo Bardi Tempi       | L'edificio presenta un ampio fronte, organizzato su ben sette assi e sviluppato per tre piani più un mezzanino. Ancora più estesa la facciata che guarda su via de' Benci, con nove assi. Sicuramente si tratta di un edificio costruito inglobando strutture medioevali che, al pari degli altri che lo affiancano sul lungarno, si è poi sviluppato anche verso il fiume portando al progressivo restringimento dei suoi argini. Nel nostro caso, in particolare, nei sotterranei dell'edificio sono stati rinvenuti i resti del muraglione di sostegno eretto lungo l'Arno a partire dal 1287 su istanza dei frati minori di Santa Croce, a limitare i danni che il fiume produceva nella zona. Nel 1374 l'area risulta già di proprietà della famiglia Alberti, ed è da supporre che presto siano state qui costruite case al pari di quanto è accaduto per l'altro lato della via dove ora è il palazzo Alberti Malenchini. |

### Lapidi
Nella casa di Niccolò Tommaseo, in angolo con la volta dei Tintori, una targa ricorda che vi morì lo scrittore il 14 maggio 1874:
| QUESTO RICORDO DELLA CASA OVE DIMORÒ QUATTORDICI ANNI E NEL I DI MAGGIO 1874 MORÌ NICCOLÒ TOMMASEO PONEVA IL MUNICIPIO DI FIRENZE |

### Tabernacoli

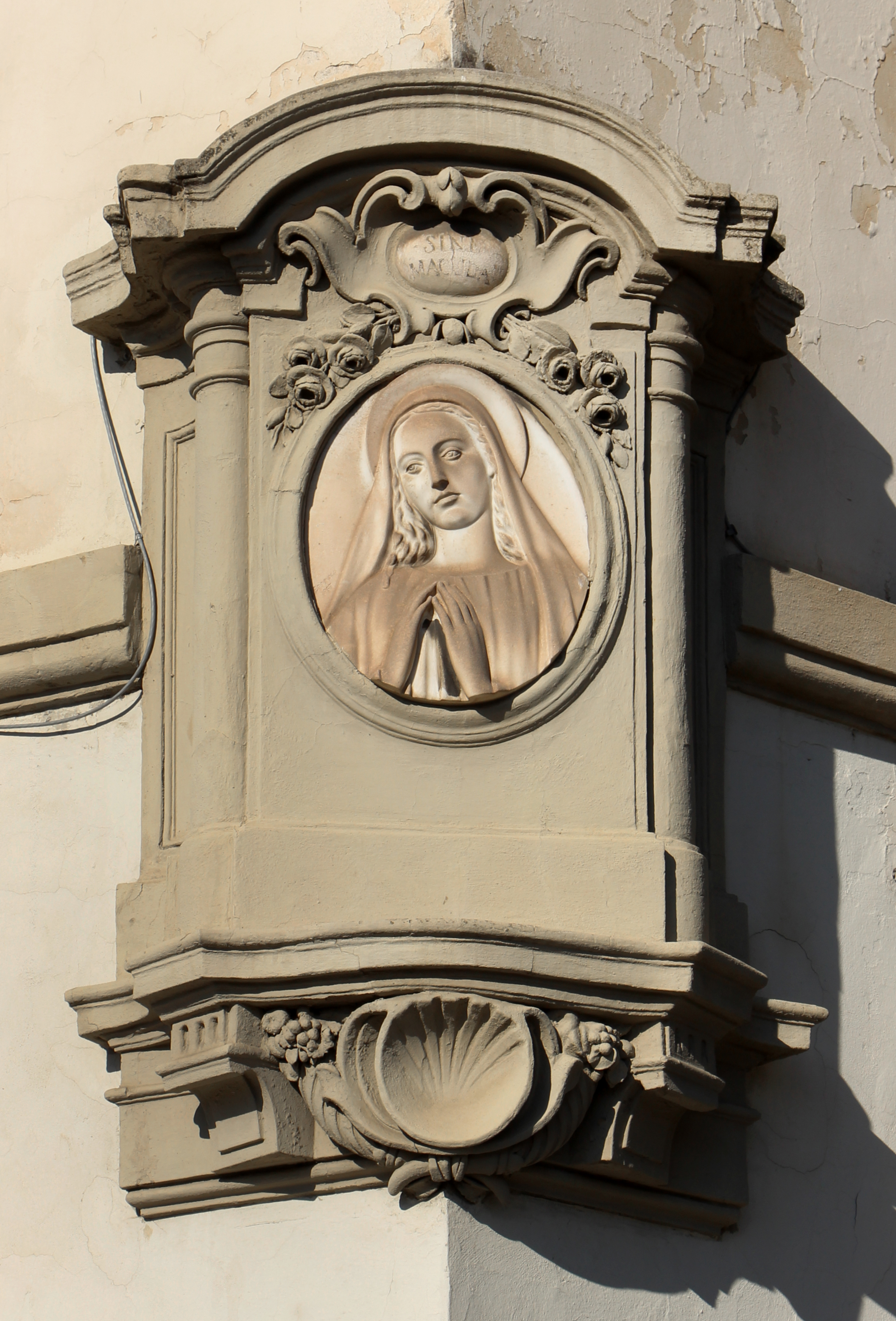
Il tabernacolo in angolo con la volta dei Tintori

Sulla stessa casa, in angolo con la volta dei Tintori, si trova un tabernacolo con edicola in pietra del XVII secolo e bassorilievo marmoreo con una Madonna, scolpito da Paris Benucci verso il 1950. Nel timpano si legge l'iscrizione "Sine macula". Più anticamente conteneva un'Immacolata Concezione seicentesca a olio, che Guido Carocci definì "mediocre" e che andò perduta quando venne fatto saltare il vicino ponte alle Grazie nel 1944.